# Jordi Cervera i Valls
Jordi Cervera i Valls (Barcelona, 1961) és un frare caputxí i biblista català.
Diplomat en Ciències Empresarials per la Universitat de Barcelona, esdevení framenor caputxí. Posteriorment, es doctorà pel departament de Sagrada Escriptura de la Facultat de Teologia de Catalunya. Com alumne obtingué el grau de batxiller, i després de llicenciat i doctorat en Bíblia. A la mateixa facultat ha exercit com a professor, impartint diferents assignatures bíbliques. La seva recerca es pot trobar en publicacions com la Col·lectània Sant Pacià (AUSP), Scripta et Documenta (PAMSA), Scripta Bíblica, la Revista Catalana de Teologia, Cristianisme i Cultura o el Butlletí de l'Associació Bíblica de Catalunya. Ha compaginat la docència amb exploracions per la geografia bíblica explicades en cursos i conferències arreu del país, i en llibres com El camí d'Ubach (2012) o Els empresonats i exiliats de la Bíblia (2021), que va rebre el 2n premi Abat Marcet de llibre religiós en llengua catalana.